# Lars Elf
Lars Ivar Elf, född 26 oktober 1883 i Uppsala domkyrkoförsamling, död 1 maj 1923 i Sundsvall, var en svensk ingenjör.
Elf var chef för Sundsvalls Spårvägs AB sedan 1911. Han blev ledamot av Sundsvalls stads drätselkammare 1915, valdes till dess ordförande 1922 och var ledamot av stadsfullmäktige från nyåret 1923. Han var bland annat ledamot av stadsfullmäktiges kommunikationskommitté och styrelseledamot i Ostkustbanan AB.